# Веств'ю (Флорида)
Веств'ю (англ. Westview) — переписна місцевість (CDP) в США, в окрузі Маямі-Дейд штату Флорида. Населення — 9923 особи (2020).

## Географія
Веств'ю розташований за координатами 25°52′56″ пн. ш. 80°14′31″ зх. д. / 25.88222° пн. ш. 80.24194° зх. д. (25.882278, -80.242004).  За даними Бюро перепису населення США в 2010 році переписна місцевість мала площу 8,23 км², з яких 7,83 км² — суходіл та 0,40 км² — водойми.

## Демографія
Згідно з переписом 2010 року, у переписній місцевості мешкало 9650 осіб у 3095 домогосподарствах у складі 2249 родин. Густота населення становила 1172 особи/км².  Було 3430 помешкань (417/км²).
Расовий склад населення:
| - 69,5 % — чорних або афроамериканців - 23,7 % — білих - 0,3 % — корінних американців - 0,2 % — азіатів - 0,1 % — вихідців з тихоокеанських островів - 3,5 % — осіб інших рас |

До двох чи більше рас належало 2,8 %. Частка іспаномовних становила 29,6 % від усіх жителів.
За віковим діапазоном населення розподілялося таким чином: 23,2 % — особи молодші 18 років, 62,5 % — особи у віці 18—64 років, 14,3 % — особи у віці 65 років та старші. Медіана віку мешканця становила 37,6 року. На 100 осіб жіночої статі у переписній місцевості припадало 88,4 чоловіків;  на 100 жінок у віці від 18 років та старших — 85,0 чоловіків також старших 18 років.
Середній дохід на одне домашнє господарство  становив 43 754 долари США (медіана — 33 520), а середній дохід на одну сім'ю — 49 178 доларів (медіана — 37 924). Медіана доходів становила 27 292 долари для чоловіків та 24 413 долари для жінок. За межею бідності перебувало 21,8 % осіб, у тому числі 39,2 % дітей у віці до 18 років та 18,2 % осіб у віці 65 років та старших.
Цивільне працевлаштоване населення становило 4275 осіб. Основні галузі зайнятості: освіта, охорона здоров'я та соціальна допомога — 23,6 %, роздрібна торгівля — 16,1 %, мистецтво, розваги та відпочинок — 13,1 %.